# Grammia quadranotata
Grammia quadranotata là một loài bướm đêm thuộc phân họ Arctiinae, họ Erebidae.